# Jinhan
A Confederação Jinhan ( 진한 ) ou Chinhan, foi uma federação de 12 cidades estados que existiu por volta do século I a.C. até o século IV d.C. no sudeste da Península Coreana, na bacia do rio Naktong . Jinhan foi um dos Samhan (ou Três Hans), juntamente com Byeonhan (ou Pyonhan) e Mahan.   Jinhan foi absorvido posteriomente por Silla, um dos Três Reinos da Coreia.